# Foreningsfrihed
Foreningsfrihed eller organisationsfrihed indbefatter borgernes individuelle ret til frit at mødes med andre borgere og gennem dannelsen af en forening kollektivt udtrykke, promovere, forfølge og forsvare fælles interesser uden foregående tilladelse fra myndighederne. I Danmark blev foreningsfriheden lovfæstet med Grundloven af 1849. Den er ligeledes lovfæstet i den amerikanske Bill of Rights, i Den Europæiske Menneskerettighedskonvention og i Canadian Charter of Rights and Freedoms. Undertiden bruges forsamlingsfrihed og foreningsfrihed i flæng, men forsamlingsfrihed handler om mere 'uorganiserede' og politiske aktiviteter som demonstrationer og offentlige møder. 
Et eksempel på foreningsfrihed er arbejdsmarkedet, hvor den positive foreningsfrihed er retten til at organisere sig, mens den negative tilsvarende er retten til at stå uden for. Dermed er eksklusivaftaler ulovlige. Begge friheder nævnes i ILO's konventioner. Ud over lønmodtagere gælder retten også for arbejdsgivere, der frit kan danne arbejdsgiverforeninger. 
I Danmark såvel som i de fleste andre lande er der visse grænser for foreningsfriheden; en forening må eksempelvis ikke opildne til vold eller andre strafbare handlinger, mens andre lande forbyder nazistiske foreninger. Ulovlige foreninger kan opløses ved domstolene.